# التاريخ الاقتصادي لهولندا (1500-1815)

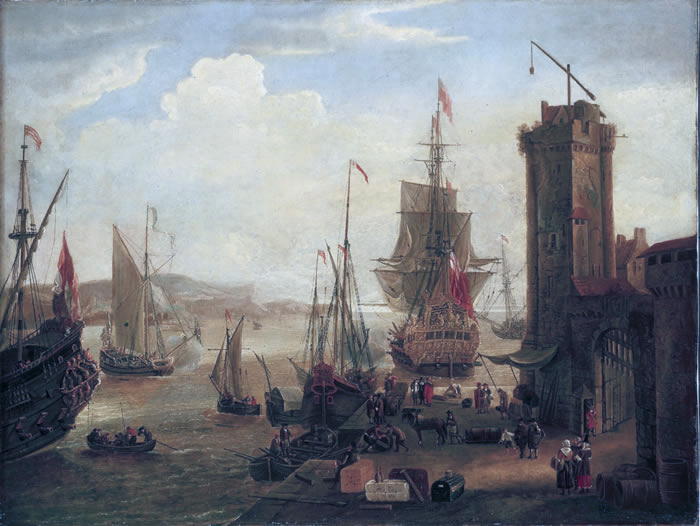
لوحة تصور السفن الهولندية والإنجليزية تتاجر مع المحال عند أحد الموانئ للرسام الهولندي ياكوب كنيف

التاريخ الاقتصادي لهولندا (1500-1815) هو تاريخ اقتصادٍ يسميه الباحث والاقتصادي الأمريكي من أصل هولندي يان دي فريس أول اقتصاد «حديث» في العالم، ويغطي تاريخ هولندا منذ عهد الأراضي المنخفضة الهابسبورغية وعصر الجمهورية الهولندية والجمهورية الباتافية والمملكة الهولندية.
بعد أن أصبحت مستقلة بحكم الأمر الواقع عن إمبراطورية فيليب الثاني ملك إسبانيا حوالي عام 1585، شهدت البلاد حوالي قرنٍ من النمو الاقتصادي المتفجر. أدت ثورة تكنولوجية في بناء السفن إلى ميزة تنافسية في الشحن ساعدت الجمهورية الفتية لتصبح القوة التجارية المهيمنة بحلول منتصف القرن السابع عشر. عام 1670، بلغ إجمالي الشحن البحري التجاري الهولندي 568000 طنًا من الشحن، ما يوازي نصف إجمالي الشحن الأوروبي تقريبًا. كان أساس هذا الموقف هيمنة مخازن أمستردام في التجارة الأوروبية، وهيمنة شركات شرق الهند وغرب الهند في التجارة بين للقارات. إضافة للتجارة، ساعدت الثورة الصناعية المبكرة (مدعومة بطاقة الرياح والماء والجفت) واستصلاح الأراضي من البحر والثورة الزراعية الاقتصاد الهولندي على تحقيق أعلى مستوى معيشة في أوروبا (وربما العالم) بحلول منتصف القرن السابع عشر. ساعدت هذه البحبوحة على بزوغ العصر الذهبي الهولندي الذي توجه الفنان العظيم رامبرانت فان راين (1606–1669).
لكن، بحلول عام 1670 تقريبًا، أدى مزيج من الاضطرابات السياسية والعسكرية (الحروب مع فرنسا وإنجلترا) والتطورات الاقتصادية السلبية (انكسار الاتجاه المتصاعد طويل الأمد لمستويات الأسعار) إلى إنتهاء الطفرة الاقتصادية الهولندية بشكل مفاجئ. تسبب هذا الأمر بانكماش الاقتصاد الهولندي في تلك الفترة حتى عام 1713، حين فُكك القطاع الصناعي بشكل جزئي واستقر النمو في التجارة. بدأ الاقتصاد يسلك اتجاهات جديدة، منها صيد الحيتان والمزارع الاستعمارية في سورينام، إضافة إلى أنواع جديدة من التجارة مع آسيا. لكن تلك الاتجاهات مرتفعة المخاطر غالبًا ما فشلت بتحقيق مكاسب. دخلت شركة الهند الشرقية الهولندية بفترة نمو دون أرباح. أثبتت القوة المالية للدولة أنها أكثر ديمومة، ما مكن هولندا من لعب دورها كقوة كبرى في الصراعات الأوروبية مطلع القرن الثامن عشر، عبر توظيف جيوش من المرتزقة ودعم حلفائها.
وضعت هذه الصراعات ضغطًا هائلًا على موارد الجمهورية، فأصبحت، كما خصمها الفرنسي بقيادة الملك لويس الرابع عشر، مدينة بشدة في نهاية حرب الخلافة الإسبانية. تخلى حكام الجمهورية إلى حد ما عن مظاهر القوة العظمى بعد عام 1713، فقللوا من الإنفاق العسكري في محاولة عبثية لسداد الدين العام المتراكم. جلب هذا الدين فئة ريعية كبيرة إلى الوجود ساعدت على تغيير طبيعة الاقتصاد من اقتصادٍ معتمد في المقام الأول على التجارة والصناعة، إلى اقتصاد يلعب فيه القطاع المالي دورًا مهيمنًا. بحلول نهاية القرن الثامن عشر، كانت الجمهورية السوق الرئيسي للديون السيادية، ومصدرًا رئيسيًا للاستثمار الأجنبي المباشر. خلال فترة التصنيع البدائي، تلقت الإمبراطورية 50% من المنسوجات و80% من الحرير المستورد من إمبراطورية مغول الهند، بشكل رئيسي من أكثر مناطقها تطورًا المعروفة باسم صوبة البنغال.
تسببت الحروب مع بريطانيا العظمى وفرنسا المدعومة من حلفائها الهنود في نهاية القرن الثامن عشر، وما صاحبها من اضطرابات سياسية، بأزمة مالية واقتصادية لم يتمكن الاقتصاد من التعافي منها. بعد إجبار خلفاء الجمهورية (الجمهورية الباتافية والمملكة الهولندية) على الانخراط في سياسات الحرب الاقتصادية ضد الإمبراطورية الفرنسية، والتي أثبتت أنها كارثية على التجارة والصناعة الهولندية، فقدت الدولة فقدت معظم مكاسب القرنين السابقين بسرعة. واجهت مملكة هولندا المستقلة حديثًا عام 1815 اقتصادًا كان إلى حد كبير غير صناعي وغير متحضر، لكنه كان ما يزال مثقلًا بالدين العام، فتخلفت هولندا عن السداد (المرة الأولى التي تعثرت فيها الدولة الهولندية منذ الأيام الظلامية قبل ثورة الاستقلال).

## أول اقتصاد حديث في العالم

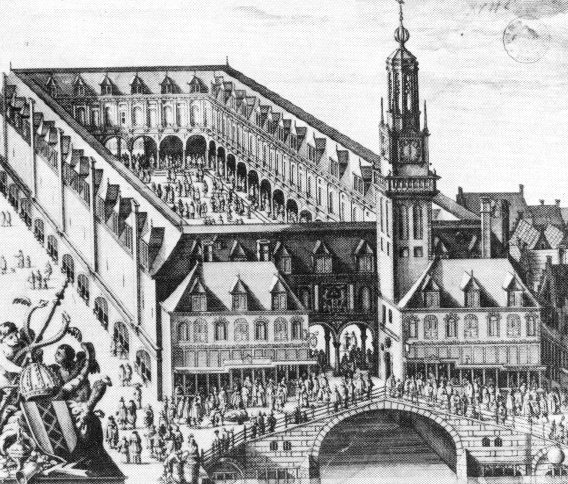
سوق أمستردام للأوراق المالية

في الوقت الذي احتفظت المقاطعات الداخلية بطابعها السابق (قبل الحداثة) لفترة طويلة، كان لدى الجمهورية الهولندية بحلول عام 1600 مقاطعات بحرية هي هولندا وزيلند وفريزلاند وخرونينغن وجزء من أوترخت كانت جميعها تمتلك:
- أسواق منتشرة وحرة نوعًا ما للسلع وعوامل الإنتاج
- إنتاجية زراعية كافية للحفاظ على تقسيم بعيد المدى للعمل
- هيكلًا سياسيًا يضمن حقوق الملكية وإنفاذ العقود وحرية الحركة
- مستوى من التقانة والتنظيم قادر على تحقيق التنمية الاقتصادية المستدامة ودعم الثقافة المادية التي يمكن أن تحافظ على سلوك المستهلك الموجه نحو السوق

أسس الاقتصاد الهولندي دورًا قياديًا في أوروبا حظي بإعجاب كبير لدرجة أن إنجلترا نسخته جزئيًا.
من خلال الاستثمارات المعززة للإنتاجية في رأس المال الثابت، واستخدام كمية كبيرة من الطاقة (الطاقة الحرارية من الخث كوقود صناعي، وطاقة الرياح) نسبة لكل عامل، واستثمارات كبيرة في رأس المال البشري (كما يتضح من ارتفاع نسبة المتعلمين)، تمكن الهولنديون من رفع إنتاجية العمل فوق المستويات السائدة في البلدان الأوروبية الأخرى. ويتضح ذلك من خلال واقع أنه في منتصف القرن السابع عشر، كان بإمكان القطاع الزراعي، الذي يوظف أقل من 40% من القوى العاملة، أن يكون بالفعل مُصدّرًا صافيًا للأغذية (أصبح كذلك بحلول عام 1800)، وحقيقة أن الأجور الاسمية بين عامي 1600 و1800 كانت الأعلى في أوروبا. في اقتصاد الجمهورية المفتوح، لا يمكن استمرار هذه الفجوة في الأجور إلا من خلال الاختلافات في الإنتاجية.
من السمات الأساسية الأخرى للاقتصاد الحديث: شكّلت المراكمة المستمرة والاحتفاظ برأس المال مشكلة، (التوظيف المنتج لرأس المال) وقد حُلّت المشكلة بالنسبة للرأسمالي الهولندي من خلال مجموعة واسعة من خيارات الاستثمار، عبر مراكز البورصة والأوراق المالية، وبعدها عبر البنوك التجارية. في نهاية المطاف، أثبتت هذه التراكيب المالية أنها غير قادرة على تحمل أزمات الحقبة الثورية والنابليونية، لكنها كانت موجودة على الأقل.
السمة التي ميزت الاقتصاد الحديث كانت التنويع والتقسيم المتقدم للعمل. بحلول منتصف القرن السابع عشر، كان أقل من 40% من القوة العاملة يعمل في الزراعة، في حين كان 30% منهمكين في قطاع صناعي متنوع للغاية، وكانت بقية القوى العاملة منخرطة في التجارة والصناعات الخدماتية الأخرى. شكلت المدن العديدة شبكة معقدة من الترابط تؤدي فيها الموانئ الأقل أهمية وظائف متخصصة للموانئ الكبرى. تخصصت المدن الصناعية بأنواع محددة من الإنتاج، وأصبح الريف متمايزًا للغاية من خلال التخصص الزراعي، مع تطور القرى لتصبح مراكز للخدمات. لكن دمج الزراعة والصناعة المتخصصة مع وظائف موانئ إعادة التصدير المتزايدة أعطى ديناميكية خاصة للاقتصاد الهولندي خلال العصر الذهبي للاقتصاد.
قد يظهر الانخفاض في نمو دخل الفرد نهاية القرن الثامن عشر كحجة ضد حداثة الاقتصاد الهولندي. لكن إذا دققنا بالفحص، سنجد أن هذا الانخفاض في الواقع هو عملية حديثة لإعادة الهيكلة في مواجهة الظروف المعاكسة، وهو ما يمكن رؤيته في الاقتصادات الحديثة الحالية مثل الولايات المتحدة والدول الأوروبية، التي تشهد أيضًا اضطرابات هيكلية كبيرة. كان تراجع الصناعة في القرن الثامن عشر في جزء كبير منه نتيجة ارتفاع مستوى الأجور الحقيقية، إلى جانب السياسات الحمائية للحكومات الأجنبية، وإغلاق إمكانية الوصول إلى الأسواق الرئيسية. كان الكساد الزراعي ظاهرة عمّت أوروبا، وقد جرى التفاعل مع أزمة التجارة هذه من خلال الابتكارات التجارية. كانت الأزمة المالية التي فككت الجمهورية حديثة تمامًا في طبيعتها (على عكس الأزمات المماثلة التي أركعت التاج الإسباني بانتظام)، لكنها حدثت ببساطة قبل أن تصبح وسائل التعامل معها في متناول اليد.